# Радовський Марат Давидович
Радовський Марат Давидович — український кінооператор.
Народився 8 січня 1946 р. в Караганді. Закінчив Київський державний університет ім. Т. Г. Шевченка (1983). Зняв стрічки: «Кроки за обрій» (1990), «Завтра» (1991), «Між двома пострілами», «Час Водолія» (1997) та ін.
Член Національної Спілки кінематографістів України.
Оператор кінофільму «Трипольське диво»
30 років працював на студії Киевнаучфильм, пізніше - на каналі 1+1.